# L'Affaire Abel Trem
Pour plus de détails, voir Fiche technique et Distribution.
L'Affaire Abel Trem (Magyarázat mindenre, litt. « Une explication pour tout ») est un film hongro-slovaque réalisé par Gábor Reisz, sorti en 2023.
Il est présenté en avant-première mondiale dans la section « Orizzonti » de la Mostra de Venise 2023 et y récolte le prix Orizzonti du meilleur film.

## Synopsis
À la fin de l'année scolaire à Budapest, Abel est recalé à son oral d'histoire. Il dissimule à ses parents les raisons de son échec et va déclencher alors, malgré lui, un scandale politico-médiatique.

## Fiche technique
- Titre original : Magyarázat mindenre
- Titre francophone : L'Affaire Abel Trem
- Réalisation : Gábor Reisz
- Scénario : Gábor Reisz et Éva Schulze (hu)
- Musique : András Kálmán et Gábor Reisz
- Direction artistique : Maya Angelus et Blanka Lukács
- Décors : Zsófia Tasnádi
- Costumes : Rebeka Hatházi (hu)
- Photographie : Kristóf Becsey
- Montage : Vanda Gorácz et Gábor Reisz
- Production : Júlia Berkes
- Coproduction : Mátyás Prikler
- Sociétés de production : Mphilms Production et Proton Cinema
- Sociétés de distribution : Cirko Film (Hongrie) ; Memento Distribution (France)
- Pays de production :  Hongrie,  Slovaquie
- Langue originale : hongrois
- Format : couleur — 1,33:1
- Genre : drame, politique
- Durée : 152 minutes, 127 minutes (France)
- Dates de sortie :
  - Italie : 1er septembre 2023 (Mostra de Venise)[1]
  - Hongrie : 5 octobre 2023
  - France : 27 mars 2024
- Classification :
  - Hongrie : déconseillé aux moins de 16 ans[3]

## Distribution
- Gáspár Adonyi-Walsh : Abel Trem
- István Znamenák (hu) : György, le père d'Abel
- András Rusznák (hu) : Jakab, le prof
- Rebeka Hatházi (hu) : Erika, la journaliste
- Krisztina Urbanovits (hu) : Judit, la mère d'Abel
- Eliza Sodró (hu) : Dorka, l'épouse de Jakab
- Lilla Kizlinger : Janka, l'amie d'Abel
- Gergely Kocsis (hu) : Marci, le proviseur du lycée
- Dániel Király (hu) : Balázs, le collègue de György
- Tamás Fodor (hu) : Elemér Hargitay, révolutionnaire en 1956

## Production
Le film est produit par Júlia Berkes pour la société Proton Cinema, avec la société slovaque MPilms. Il n'a pas été soutenu par l'Institut national du cinéma, mais par le Fonds cinématographique slovaque.
Le tournage a lieu en août 2022 avec une équipe de 17 personnes, et s'achève au bout de 20 jours, dont cinq plans en une journée.

## Accueil

### Festival et sorties
Le 25 juillet 2023, L'Affaire Abel Trem est mentionné dans la liste de la sélection officielle pour la section « Orizzonti » de la Mostra de Venise,. Il y projette en avant-première mondiale, le 1er septembre. En Hongrie, il sort en avant-première, le 22 septembre, au cinéma Cirko-Gejzír à Budapest, avant sa sortie nationale, le 5 octobre, avec une mention « déconseillé aux moins de 16 ans ».

### Critiques
En Hongrie, le site Port.hu mentionne une note moyenne de 7.4⁄10, pour 154 votes.
En France, le site Allociné recense une note moyenne de 3.2⁄5, pour 16 critiques presse.

## Récompenses
- Festival de cinéma européen des Arcs 2023[10] :
  - Meilleur acteur pour Gáspár Adonyi-Walsh
  - Prix Cineuropa
- Mostra de Venise 2023 – section « Orizzonti » : prix Orizzonti du meilleur film[2]